# Ister nemzetközi InterCity
Az Ister nemzetközi InterCity (Romániában Interregio Night) egy, a CFR Călători és a MÁV-START által közlekedtetett InterCity vonat, amely Budapest-Keleti és Bukarest-Északi között közlekedik.